# 慾海摧花手
《慾海摧花手》（義大利語：Nude per l'assassino）是一部1975年的電影，由安德烈亞·白英奇執導，馬西莫·費利沙蒂編劇，尼諾·卡斯泰爾諾沃、愛雲·芬芝和主演，貝圖·皮薩諾配樂。《慾海摧花手》受到評論家的褒貶不一的評價。
一名模特兒在非法墮胎時死亡，涉事醫生被戴摩托車頭盔的殺手殺害。與死亡女子在同一公司工作的幾名模特兒和攝影師也被謀殺，兩名倖存的攝影師在調查兇手時自己的生命安全也受到威脅。
除《慾海摧花手》外，白英奇、費利沙蒂和攝影師佛朗哥·德利·寇利還合拍過別的電影。這部電影被認為是一部公式化的鉛黃驚悚片，對美國砍杀电影類型的發展產生了影響。

## 劇情
一名时装模特兒在接受非法堕胎手术时死亡，主治医生将她的尸体运回家中，伪造了她的死因，以消除任何与他有关的痕迹。然而，他却被一个穿赛车皮衣、戴摩托车头盔的陌生人杀害。在信天翁模特兒經紀公司，好色的摄影师卡洛与同事玛格达发生了关系。
与此同时，新聘请的模特兒帕特里齐亚拒绝了公司老板的丈夫毛里齐奥不怀好意的引诱。一天晚上，同在公司工作的马里奥邀请一位穿赛车皮衣的客人到家中喝酒，结果被刺身亡。警方就这起凶杀案询问了公司老板吉塞拉和另一名模特兒露西娅，但了解到的信息很少。吉塞拉为了保住工作，让露西娅与她發生性關係；一天晚上，吉塞拉和露西娅吵架后独自离开，露西娅遭到杀害。
毛里奇奥向另一位兒模特多丽丝求爱，但她拒绝为钱与他上床，他便决定强奸她。然而，他阳痿发作，多丽丝安然无恙地离开了。不久之后，毛里奇奥被凶手刺死。卡洛后来目睹了吉塞拉被杀害的过程，并拍下了犯罪过程的照片。卡洛逃离现场后，因一場肇事逃逸事故而受傷。在他住院期间，玛格达找回了他的相机，正冲洗胶卷时，凶手闯了进来，毁掉了底片。卡洛匆忙赶回家，但凶手已经离开，转而去杀害多丽丝和喜欢虐待她的男友斯特凡诺。
卡洛发现玛格达还活着，但后来凶手又回来打算杀掉他们。搏斗中，凶手被打下楼梯。拿掉头盔后，发现凶手原来是帕特里齐亚，她指控卡洛害死了她的姊妹——那个在堕胎手术中死去的女孩，卡洛帮助医生掩盖了她的死因。然而，帕特里齐亚因伤势过重而死，卡洛得以全身而退。